# 네소베리
네소베리(寝そべり)는 엎드린 모양의 인형으로, 애니메이션이나 게임 캐릭터를 베이스로 한다.